# GoboLinux
GoboLinux este o distribuție de Linux independentă.